# Victor Osimhen
Victor James Osimhen (* 29. prosince 1998 Lagos) je nigerijský profesionální fotbalista hrající na pozici útočníka za turecký klub Galatasaray SK a za nigerijskou fotbalovou reprezentaci. Je známý svou vyrovnaností a zakončením; je považován za jednoho z nejslibnějších a nejtalentovanějších afrických fotbalistů.
V sezóně 2022/23 vstřelil 26 ligových gólů a stal se nejlepším střelcem italské ligy, kterou Neapoli ve stejné sezóně pomohl prvně od roku 1990 vyhrát.

## Klubová kariéra
Osimhen zahájil svou kariéru v Akademii útočníků se sídlem v nigerijském Lagosu. V lednu 2016, poté, co zazářil svými výkony na Mistrovství světa do 17 let 2015, Osimhen podepsal předběžnou smlouvu s německým týmem VfL Wolfsburg, přičemž do klubu oficiálně přestoupil v lednu 2017.

### VfL Wolfsburg
5. ledna 2017, Osimhen oficiálně smlouvu s klubem až do června 2020. Osimhen, který byl při svém příjezdu zraněn, debutoval v Bundeslize až 13. května, když v 59. minutě nastoupil jako náhradník při remíze 1:1 proti Borussii Mönchengladbach. Osimhen také nastoupil příští týden v rozhodujícím zápase proti Hamburger SV, v posledním kole sezóny 2016/17. Za stavu 1:1 vystřídal obránce Sebastiana Junga, Hamburk však vstřelil v závěru zápasu vítězný gól, díky kterému se dostal v konečné tabulce před Wolfsburg a poslal je tak do baráže o udržení s Eintrachtem Braunschweig. Osimhen nastoupil do obou zápasů baráže a pomohl týmu udržet se v Bundeslize, když vyhráli v celkovém součtu 2:0.
Osimhen byl nominován do 12 ze 17 zápasů v první polovině sezóny 2017/18 a objevil se v 5 zápasech. Poprvé celých 90 minut odehrál při výhře 1:0 proti Hannoveru 28. ledna 2018. Osimhen ve zbytku sezóny odehrál další dva zápasy, celý zápas odehrál proti Werderu Brémy 11. února a v zápase proti Herthě Berlín 31. března ho nahradil Daniel Didavi o poločasové přestávce. Wolfsburg opět ukončil sezónu na 16. příčce, musel tedy opět bojovat o setrvání v soutěži v baráži, o tu ale Osimhen přišel kvůli zranění. Objevil se také v jednom zápasu DFB Pokalu 2017/18, když na posledních deset minut nahradil záložníka Josuhu Guilavoguiho ve čtvrtfinále proti Schalke, zápas Wolfsburg prohrál 1:0. Osimhen podstoupil operaci ramene 2. května a ukončil sezónu s 10 zápasy v ligové sezóně.

#### Charleroi (hostování)
Osimhen měl v létě 2018 kontakt s belgickými kluby Zulte Waregem a úřadujícími mistry Club Brugge. Letní epidemie malárie však ovlivnila jeho fyzickou kondici a ani jeden klub se ho nerozhodl vzít na hostování. 22. srpna 2018 se Osimhen připojil k belgickému klubu Charleroi na sezónní hostování s opcí, když nedokázal skórovat v žádném ze svých 16 zápasů v dresu Wolfsburgu. V sestavě nahradil Kaveha Rezaeie, který odešel do Club Brugge poté, co vstřelil 3 góly v prvních třech zápasech sezóny. Osimhen debutoval 1. září proti Excel Mouscron, když nahradil Jérémyho Perbeta v závěru utkání. Osimhen odehrál svůj první celý zápas 22. září, v zápase proti Waasland-Beveren vstřelil i svůj první profesionální gól. Osimhen se v následujících čtyřech zápasech dostal do základní sestavy, vstřelil jediný gól klubu při prohrách s Cercle Brugge a Gentem. 21. října dvakrát skóroval v posledních pěti minutách v zápase s Zulte Waregem při vítězstvím 3:2 poté. Osimhen se na hřiště dostal až 25. listopadu, při vítězství 4:2 nad Lokerenem vstřelil vítěznou branku utkání. Po zápase řekl v rozhovoru pro BBC Sport, že „znovu našel své štěstí“. Osimhen dokončil první polovinu sezóny s 8 góly v 16 zápasech.
Po úspěšné sezóně s belgickým týmem (odehrál 36 her a vstřelil 20 gólů), se Charleroi rozhodl aktivovat opci a získat tak Osimhena na trvalo.

### Lille
V červenci 2019 podepsal smlouvu s francouzským Lille OSC. 11. srpna 2019 debutoval v Ligue 1 a proti Nantes dokonce skóroval. Zápas skončil 2:1 ve prospěch Lille.
Byl jmenován Hráčem měsíce Ligue 1 za září 2019, když vstřelil dva góly a asistoval u dalších dvou v pěti ligových zápasech. 2. června 2020 získal Osimhen cenu za týmového hráče sezóny - získal nejvyšší počet hlasů fanoušků. 2. října 2019 vstřelil svůj první gól v Lize mistrů UEFA, v zápase s anglickou Chelsea. Díky jeho vynikajícím výkonům byl mezi favority na ocenění afrického hráče roku. Nigerijec dokončil sezónu s 13 vstřelenými góly v 25 zápasech Ligue 1 a zakončil sezónu jako nejlepší střelec klubu. V sezóně 2019/20 nastřílel ve všech soutěžích 18 gólů.

### Neapol
Dne 31. července 2020 oznámil klub hrající italskou Serii A Neapol podepsání smlouvy s Osimhenem,  přičemž za něj Lille zaplatily poplatek ve výši 70 milionů eur (klubový rekord) s potenciálním zvýšením až na 80 milionů eur v bonusech, což z něj udělalo dosud nejdražšího afrického kráče.
17. října 2020 vstřelil Osimhen svůj první gól za Neapol vítězstvím 4:1 nad Atalantou. Po skórování zvedl dres vyzývající k ukončení pokračující policejní brutality v Nigérii.
V ligové sezóně 2022/23 vstřelil 26 gólů a táhl Neapol za mistrovským titulem v italské lize. Rozhodnuto bylo 4. května 2023 na půdě Udinese, kde Osimhen vyrovnával na konečných 1:1. Neapol vybojovala Scudetto poprvé od roku 1990, tehdy za ni hrál mimo jiné Diego Maradona. O tři dny později proti Fiorentině vstřelil 47. gól v soutěži a překonal tak do té doby nejgólovějšího afrického hráče v italské lize, držitele Zlatého míče George Weaha. Ocenění pro nejlepšího střelce italské ligy – Capocannoniere – získal jako vůbec první fotbalista Afriky.
V prosinci 2023 se stal nejlepším africkým fotbalistou roku 2023, v anketě předstihl Maročana Achrafa Hakimiho z PSG i Mohameda Salaha z Liverpoolu, a stal se tak prvním nigerijským vítězem tohoto ocenění po 24 letech, kdy naposledy uspěl Nwankwo Kanu.

### Galatasaray (hostování)
V září 2024 odešel Osimhen na sezonní hostování do istanbulského klubu Galatasaray, kde působí i jako náhrada za zraněného Icardiho. Debut v tamní soutěži si připsal dne 14. září 2024, kdy proti Rizesporu odehrál celý zápas a připsal si asistenci. Premiérovou branku vstřelil 25. září, kdy se proti týmu Kaşimpasa trefil dokonce dvakrát a pomohl tím k remíze 3:3.

## Reprezentační kariéra
Osimhen byl jmenován do nigerijského týmu do 17 let, který vyhrál v roce 2015 Mistrovství světa ve fotbale U-17 v Chile, kde Osimhen získal ocenění Golden Boot, pro nejlepšího střelce turnaje, a Silver Ball, pro druhého nejlepšího hráče turnaje. Jeho výkony mu také vynesly ocenění CAF Mladý hráč roku 2015. Osimhen debutoval v seniorské reprezentaci při vítězství 3:0 nad Togem dne 1. června 2017.
Osimhen nebyl nominován do týmu, který odcestoval na Mistrovství světa 2018 do Ruska kvůli svým nekonzistentním výkonům ve Wolfsburgu. Po úspěšné sezóně v Charleroi byl Gernotem Rohrem povolán do týmu v listopadu 2018, nastoupil do přátelského zápasu proti Ugandě.
V březnu 2019 byl Osimhen propuštěn z A-týmu, aby pomohl týmu do 23 let v odvetném zápase proti Libyi, protože po prvním zápase měli hráči Libye dvougólový náskok. V odvetném zápase v Asabě vstřelil tři góly.
Osimhen byl nominován na Africký pohár národů 2019 v Egyptě.  V zápase o třetí místo o poločase nahradil zraněného Odiona Ighala a pomohl týmu k vítězství nad Tuniskem 1:0. Na turnaji odehrál celkem 45 minut.
14. srpna 2019 pozval trenér nigerijského národního týmu Gernot Rohr Osimhena na přátelský zápas proti Ukrajině, který se odehrál 10. září 2019 v Dnipro Areně na Ukrajině, která skončila remízou 2:2. Byl také nominován na přátelský zápas proti Brazílii v Singapuru dne 13. října 2019.

## Statistiky

### Klubové
| Klub              | Sezóna  | Liga               | Liga   | Liga | Národní pohár1 | Národní pohár1 | Evropské poháry2 | Evropské poháry2 | Ostatní3 | Ostatní3 | Celkem | Celkem |
| Klub              | Sezóna  | Liga               | Zápasy | Góly | Zápasy         | Góly           | Zápasy           | Góly             | Zápasy   | Góly     | Zápasy | Góly   |
| ----------------- | ------- | ------------------ | ------ | ---- | -------------- | -------------- | ---------------- | ---------------- | -------- | -------- | ------ | ------ |
| VfL Wolfsburg     | 2016/17 | Bundesliga         | 2      | 0    | 0              | 0              | —                | —                | 1        | 0        | 3      | 0      |
| VfL Wolfsburg     | 2017/18 | Bundesliga         | 10     | 0    | 1              | 0              | —                | —                | —        | —        | 11     | 0      |
| VfL Wolfsburg     | Celkem  | Celkem             | 12     | 0    | 1              | 0              | —                | —                | 1        | 0        | 14     | 0      |
| Charleroi (host.) | 2018/19 | Jupiler Pro League | 25     | 12   | 2              | 1              | —                | —                | 9        | 7        | 36     | 20     |
| Lille             | 2019/20 | Ligue 1            | 27     | 13   | 6              | 3              | 5                | 2                | —        | —        | 38     | 18     |
| Neapol            | 2020/21 | Serie A            | 3      | 1    | 0              | 0              | 0                | 0                | —        | —        | 3      | 1      |
| Celkem            | Celkem  | Celkem             | 67     | 26   | 9              | 4              | 5                | 2                | 10       | 7        | 91     | 39     |

- 1.^Zápasy v DFB-Pokalu, Belgickém poháru, Coupe de France a Coupe de la Ligue.
- 2.^Zápasy v Lize mistrů UEFA a Evropské lize UEFA.
- 3.^Zápasy v baráži Bundesligy a playoff Jupiler Pro League.

### Reprezentační
| Nigérie | Nigérie | Nigérie |
| Rok     | Zápasy  | Góly    |
| ------- | ------- | ------- |
| 2017    | 1       | 0       |
| 2018    | 1       | 0       |
| 2019    | 7       | 4       |
| Celkem  | 9       | 4       |

| Gól | Datum              | Místo                                                | Soupeř   | Skóre | Výsledek | Soutěž                                   |
| --- | ------------------ | ---------------------------------------------------- | -------- | ----- | -------- | ---------------------------------------- |
| 1.  | 10. září 2019      | Dnipro-Arena, Dnipro, Ukrajina                       | Ukrajina | 2:0   | 2:2      | Přátelský zápas                          |
| 2.  | 13. listopadu 2019 | Godswill Akpabio International Stadium, Uyo, Nigérie | Benin    | 1:1   | 2:1      | Kvalifikace na Africký pohár národů 2021 |
| 3.  | 17. listopadu 2019 | Stadion Setsoto, Maseru, Lesotho                     | Lesotho  | 3:1   | 4:2      | Kvalifikace na Africký pohár národů 2021 |
| 4.  | 17. listopadu 2019 | Stadion Setsoto, Maseru, Lesotho                     | Lesotho  | 4:1   | 4:2      | Kvalifikace na Africký pohár národů 2021 |

## Ocenění

### Reprezentační
Nigérie U17
- Mistrovství světa do 17 let: 2015[38]

### Individuální
- Nejlepší střelec Mistrovství světa do 17 let: 2015[39]
- CAF Mladý hráč roku: 2015[40]
- Hráč měsíce Ligue 1: Září 2019[51]
- Hráč sezóny Lille: 2019/20[52]
- Africký fotbalista roku: 2023[33]